# Zajar Prilepin
Zajar Prilepin (en ruso: Захар Прилепин;  su nombre real es Yevgueni Nikoláyevich Prilepin, en ruso: Евге́ний Никола́евич Приле́пин; aldea Ilinka, Óblast de Riazán, Unión Soviética, 7 de julio de 1975) es un escritor ruso, galardonado con numerosos premios, entre los que destaca el Bestseller Nacional 2008. 

## Biografía
Hijo de Nikolái Semiónovich Prilepin, maestro de Historia, y Tatiana Nikoláyevna Nisíforova, enfermera, Zajar estudió filología en la Universidad de Nizhni Nóvgorod; también terminó la Escuela de Política Pública.
Empezó a trabajar desde los dieciséis años, como cargador de horno en una panadería; posteriormente, fue guardia de seguridad. Fue comandante de destacamento de las fuerzas especiales de la Policía rusa y combatió en la Primera Guerra Chechena entre 1996 y 1999, experiencia que más tarde se vería reflejada en su obra literaria.
En 1996 ingresó en el Partido Nacional Bolchevique fundado por el escritor y político Eduard Limónov.
Prilepin comenzó a publicar en 2003, primero en el periódico Den' Literatury (Día de Literatura) y después en los mensuarios literarios rusos como Novy Mir (Mundo Nuevo) o Druzhba Naródov (Amistad de los Pueblos).
En los tiempos en que trabajó como periodista, usó muchos seudónimos, unos 30, el más conocido de los cuales era Yevgueni Lavlinski.
Sobre el comienzo de su andadura literaria, Prilepin ha relatado: “Me convertí en escritor por necesidad, tenía que dar de comer a mi familia [...] Un amigo me propuso trabajar en el periódico Delo [...] , el periódico era ciertamente amarillo, horroroso… Y entonces comprendí que consumía mi vida en vano y me puse a escribir una novela. Primero era una obra sobre el amor, pero poco a poco (trabajé en ella unos tres o cuatro años) se convirtió en una novela sobre Chechenia, como la experiencia más fuerte de mi vida. En nuestro país, dicen, hagas lo que hagas, siempre te sale un kaláshnikov”.
Obtuvo su primer premio en 2004 y desde entonces ha cosechado los galardones literarios más preciados de Rusia. 
Su novela más conocida es Pecado, que obtuvo el Premio Bestseller Nacional en 2008 y, más tarde, en 2011, el Súper Bestseller, elegido entre los laureados desde que se concede el galardón.
Sus obras han sido traducidas a varios idiomas y algunas de sus novelas breves han sido adaptadas al teatro en Rusia.
Vive en Nizhni Nóvgorod con su esposa y cuatro hijos. Es director de la filial local de la Agencia de Noticias Políticas y de Nóvaya Gazeta.

### Intento de asesinato
El 6 de mayo de 2023, en el óblast de Nizhni Nóvgorod, mientras se encontraba de camino a Moscú desde los territorios ocupados por Rusia de Donetsk y Lugansk, su automóvil explotó. El escritor resultó herido de gravedad y el conductor, Alexánder Shubin, murió. El ataque fue el tercero de este tipo dirigido contra figuras a favor de la guerra en Rusia desde el comienzo de su invasión de Ucrania, siendo los primeros el asesinato de Daria Dúguina y el atentado con bomba en San Petersburgo de 2023 que mató a Vladlen Tatarski.
Ese mismo día el Comité de Investigación anunció que había detenido al presunto autor del atentado, Alexandr Permiakov, un ucraniano que según las autoridades rusas «Ha testificado que actuó por orden de los servicios especiales ucranianos y que colocó una bomba en la ruta del coche de Zajar Prilepin que detonó por control remoto».  Según un vídeo publicado por la policía rusa con parte de su confesión, Permiakov fue reclutado en 2018 por los servicios secretos ucranianos y, en 2022, se desplazó a Rusia para «asesinar y eliminar a Prilepin». «El método utilizado se basa en un explosivo por control remoto con dos minas anticarro».
El 6 de junio de 2023, el presidente de Rusia, Vladímir Putin, concedió a Prilepin la Orden del Coraje.

## Premios
- Premio Borís Sokolov 2004
- Premio del semanario Literatúrnaya Rossía 2004
- Premio de la revista Román-Gazeta 2005, categoría Descubrimiento
- Diploma del premio Évrika 2006
- Finalista del Booker Ruso 2006 con Sanka
- Premio Literario Internacional Chino por el mejor libro extranjero de 2006
- Premio Yásnaya Poliana 2007 por la novela Sanka
- Premio Alejandro Nevski 2007 por la novela Pecado
- Premio del Instituto de Estrategia Nacional 2008
- Premio Bestseller Nacional 2008 por Pecado
- Medalla de Plata del Premio Bunin 2009 por Terra Tartarara
- Premio Súper Bestseller de la Década por  Pecado (2011)
- Finalista del Booker Ruso de la Década (2011) con Sanka
- Premio Caracol de Bronce 2012 por El mono negro

## Libros
- Patologías (Патологии, editorial Andréyevski Flag, 2004), novela, trd.: Marta Rebón, Sajalín Editores, Barcelona, 2012
- Sanka (Санькя, Ad Márginem, 2006), novela
- Pecado (Грех, Vagrius, 2007), novela
- Botas llenas de vodka caliente (Ботинки, полные горячей водкой, AST, 2008), recopilación de cuentos
- Yo vine de Rusia (Я пришёл из России, Limbus Press, 2008), ensayos
- Terra Tartarara. Esto me atañe personalmente (Terra Tartarara. Это касается лично меня, AST, 2009), ensayos
- El mono negro (Чёрная обезьяна, AST, 2011), novela
- El ocho (Восьмёрка, Astrel, 2012), nouvelles o novelas breves